# 京城德比
京城德比泛指同属中华人民共和国北京市的两支职业足球队之间进行的比赛。相较于上海德比、广州德比，由于北京长期缺乏北京国安之外的顶级联赛球队，在比赛关注度上略逊一筹。
京城德比有时也指中国男子篮球职业联赛中，北京北汽与北京控股队之间进行的比赛。

## 历史概述

### “绿化江河杯”义赛（1999—2000）
中国足球联赛职业化后，北京国安长期位居甲A联赛行列，而包括北京宽利等其他北京市的足球俱乐部则身居次级联赛。1999年联赛开始之前，中国足协组织“绿化江河杯”足球义赛，根据安排，当时身处甲B联赛的北京宽利在主场先农坛体育场对阵北京国安。是役，北京国安凭借谢朝阳和试训外援科斯克的进球，2:0击败宽利。时隔一年，“绿化江河杯”义赛再次举行，国安和宽利苦战90分钟，以2:2的比分进入点球大战，最终国安以总比分8:7再次击败宽利。

### 甲A联赛（2002—2003）
2002年至2003年，辽宁队曾短暂搬迁主场至北京，与北京国家奥林匹克体育中心签订了甲A联赛及足协杯杯赛主场租用合同，俱乐部宣布新冠名为“波导战斗队”，将“辽宁”二字隐去。然而北京球迷并不太认可双方的较量是京城德比。在北京征战一年后，2003赛季伊始，辽宁省内各界对辽宁队回归辽宁的呼声便一浪高过一浪，甚至令北京球迷也喊出“辽足回家”的口号。4月份，辽足被冠名为“北京三元”。此后，辽宁省政府和辽宁省体育局出面干预辽足回归一事。在试图与沈阳金德共用沈阳五里河体育场遭拒的情况下，辽宁队最终将主场迁出北京，回到辽宁抚顺，中国顶级足球联赛的京城德比在仅作赛三场之后告一段落。

### 中甲联赛（2007—2017）
2007年，前身为BTV三高的学生军北京理工大学升入中甲联赛，开创了中国学生球队参加职业联赛的先河；由于北京宏登（后经历股权变更成为北京八喜、北京北控）中甲联赛出现了京城德比。直至2015赛季结束北京理工降级，在中甲联赛北京理工对阵北京宏登、北京八喜与北京北控的比赛中，北京理工以7胜5平6负略占优势。
2016年，从中超降级的贵州人和搬迁来到北京并更名为北京人和，中甲京城德比得以延续。2016年3月20日，北京北控坐镇主场奥体中心，以1:0击败了做客的北京人和。直至2017赛季结束北京人和队升入中超联赛，在中甲联赛北京人和对阵北京控股的比赛中，北京人和以3胜1负占据优势。至此中甲联赛仅剩北京控股一支北京球队，长达10个赛季的中甲京城德比告一段落。

### 足协杯（2012、2015、2017）
自2011年中国足协杯恢复后，该项赛事曾出现三场京城德比，分别为2012年6月2日北京八喜在主场1:2不敌北京理工，2015年7月8日北京北控2:0战胜北京国安，以及2017年5月3日北京人和0:5不敌北京中赫国安。其中北控对阵国安的比赛得到了北京媒体与球迷的广泛关注。

### 中超联赛（2018—2019）
北京人和（前身上海国际/陕西浐灞/贵州人和，2015赛季降级至中甲后迁入北京）于2017赛季结束后重返中超联赛。2018赛季，人和与中赫国安展开较量，这也标志着中超联赛首次出现真正意义上的京城德比。2018年3月31日，中超联赛首次京城德比在工体举行，是役中赫国安以4-0击败了来访的人和；不过回到丰体的人和在2018年8月18日双方当赛季第二回合的交锋中，以3-0击败中赫国安还以颜色。2019赛季，中赫国安分别在主客场以2-1与1-0的比分击败人和，同时人和也在该赛季降级，至此中超联赛中的京城德比暂时告一段落。

### 中甲联赛（2020至2022）
2019赛季结束后，北京人和由于战绩不佳降入中甲联赛，京城德比得以在次级联赛得到延续。然而仅仅一个赛季之后，北京人和即从中甲联赛降级，数月之后，又因为未能获得中乙联赛的参赛资格而宣告解散。
北京北体大与北京理工在中甲联赛的竞争也随着2022赛季结束后北京理工的再次降级，以及北京北体大的解散而告终。
截至2024赛季，北京市尚有两只足球俱乐部参与中国职业联赛体系，分别是中超联赛的北京国安，以及中乙联赛的北京理工。京城德比暂告一段落。

## 职业联赛北京球队历史沿革
注：只记载球队重大变化。

### 本地球队
1.北京国安→北京中赫国安→北京国安
现状：中超联赛球队，主场工人体育场
2.北京电车足球俱乐部
现状：已解散
3.北京首钢→北京宽利→天津名特→哈啤协力→威海爱科森
现状：已解散
4.北京威克瑞足球俱乐部
现状：已被北京国安并购
5.北京龙力→北京宏登→北京八喜（被北京八喜收购）
现状：已被北京八喜收购
6.BTV三高→北京理工
现状：中乙联赛球队，主场北京理工大学东区足球场
7.北京八喜→北京八喜（收购北京宏登）→北京控股→北京北体大
现状：已解散

### 外来球队
1.辽宁→波导战斗（北京三元）→辽宁
现状：已解散
2.上海浦东→上海浦东惠而浦（合并上海航星）→上海中远→上海国际→陕西浐灞→贵州人和→北京人和→北京橙丰
现状：已解散

## 京城德比交战记录
| 日期           | 赛事   | 主队         | 比分 | 客队         | 比赛场地              |
| -------------- | ------ | ------------ | ---- | ------------ | --------------------- |
| 1999年3月12日  | 义赛   | 北京宽利     | 0-2  | 北京国安     | 先农坛                |
| 2000年3月12日  | 义赛   | 北京宽利     | 7-8  | 北京国安     | --                    |
| 2002年3月10日  | 甲A    | 北京国安     | 1-0  | 波导战斗     | 工体                  |
| 2002年8月15日  | 甲A    | 波导战斗     | 1-2  | 北京国安     | 奥体                  |
| 2003年3月16日  | 甲A    | 北京国安     | 2-0  | 辽宁         | 工体                  |
| 2007年6月30日  | 中甲   | 北京理工     | 2-0  | 北京宏登     | 理工大学              |
| 2007年10月27日 | 中甲   | 北京宏登     | 1-1  | 北京理工     | 石体                  |
| 2008年6月7日   | 中甲   | 北京宏登     | 0-1  | 北京理工     | 石体                  |
| 2008年10月18日 | 中甲   | 北京理工     | 0-3  | 北京宏登     | 理工大学              |
| 2009年6月20日  | 中甲   | 北京宏登     | 0-1  | 北京理工     | 石体                  |
| 2009年10月10日 | 中甲   | 北京理工     | 1-0  | 北京宏登     | 理工大学              |
| 2010年5月1日   | 中甲   | 北京理工     | 0-0  | 北京八喜     | 理工大学              |
| 2010年8月28日  | 中甲   | 北京八喜     | 0-1  | 北京理工     | 朝体                  |
| 2011年5月21日  | 中甲   | 北京八喜     | 0-0  | 北京理工     | 朝体                  |
| 2011年9月24日  | 中甲   | 北京理工     | 2-1  | 北京八喜     | 理工大学              |
| 2012年6月2日   | 足协杯 | 北京八喜     | 1-2  | 北京理工     | 石体                  |
| 2012年6月17日  | 中甲   | 北京八喜     | 1-3  | 北京理工     | 石体                  |
| 2012年10月6日  | 中甲   | 北京理工     | 0-4  | 北京八喜     | 理工大学              |
| 2013年3月23日  | 中甲   | 北京理工     | 1-2  | 北京八喜     | 理工大学              |
| 2013年7月22日  | 中甲   | 北京八喜     | 2-1  | 北京理工     | 朝体                  |
| 2014年4月5日   | 中甲   | 北京理工     | 1-1  | 北京八喜     | 理工大学              |
| 2014年8月17日  | 中甲   | 北京八喜     | 2-2  | 北京理工     | 朝体                  |
| 2015年5月30日  | 中甲   | 北京理工     | 2-3  | 北京北控     | 理工大学              |
| 2015年7月8日   | 足协杯 | 北京北控     | 2-0  | 北京国安     | 奥体                  |
| 2015年9月19日  | 中甲   | 北京北控     | 4-1  | 北京理工     | 奥体                  |
| 2016年3月20日  | 中甲   | 北京北控     | 1-0  | 北京人和     | 奥体                  |
| 2016年7月10日  | 中甲   | 北京人和     | 2-1  | 北京北控     | 丰体                  |
| 2017年4月22日  | 中甲   | 北京北控     | 0-4  | 北京人和     | 奥体                  |
| 2017年5月2日   | 足协杯 | 北京人和     | 0-5  | 北京中赫国安 | 丰体                  |
| 2017年8月12日  | 中甲   | 北京人和     | 2-0  | 北京北控     | 丰体                  |
| 2018年3月31日  | 中超   | 北京中赫国安 | 4-0  | 北京人和     | 工体                  |
| 2018年8月18日  | 中超   | 北京人和     | 3-0  | 北京中赫国安 | 丰体                  |
| 2019年3月30日  | 中超   | 北京人和     | 0-1  | 北京中赫国安 | 丰体                  |
| 2019年7月17日  | 中超   | 北京中赫国安 | 2-1  | 北京人和     | 工体                  |
| 2020年9月19日  | 中甲   | 北京北体大   | 0-1  | 北京人和     | 温江基地3号场         |
| 2020年10月8日  | 中甲   | 北京人和     | 3-2  | 北京北体大   | 双流体育中心          |
| 2020年10月25日 | 中甲   | 北京北体大   | 3-0  | 北京人和     | 五华县体育场          |
| 2021年7月17日  | 中甲   | 北京理工     | 2-3  | 北京北体大   | 横陂足球小镇9号场     |
| 2021年8月5日   | 中甲   | 北京北体大   | 0-1  | 北京理工     | 五华奥体中心          |
| 2022年9月8日   | 中甲   | 北京北体大   | 4-0  | 北京理工     | 南湖城市足球广场3号场 |
| 2022年9月24日  | 中甲   | 北京理工     | 1-1  | 北京北体大   | 南湖城市足球广场3号场 |